# James Finlayson (Politiker)
James Finlayson (* 1823; † 17. Februar 1903) war ein britischer Politiker.

## Politischer Werdegang
Erstmals trat Finlayson bei den Unterhauswahlen 1885 zu Wahlen auf nationaler Ebene an. Im Vorfeld der Wahlen wurde eine tiefgreifende Wahlkreisreform vorgenommen und Finlayson bewarb sich für die Liberal Party um das Mandat des neugeschaffenen Wahlkreises East Renfrewshire. Am Wahltag erhielt er mit 3642 Stimmen (53,7 %) die Stimmmehrheit gegen seinen Konservativen Kontrahenten Allan Gilmour. Finlayson zog in der Folge erstmals in das britische Unterhaus ein. Mit der Auflösung des Parlaments wenige Monate nach den Wahlen, wurden Neuwahlen im Juli 1886 angesetzt. Zu diesen trat Finlayson nicht mehr an und schied aus dem House of Commons aus. Von Finlayson ist nur eine Rede im Parlament verzeichnet. Bei den Wahlen 1886 verloren die Liberalen die Mehrheit in East Renfrewshire und das Mandat ging an den Konservativen Hugh Shaw-Stewart.